# Andy Allo
Andy Allo, née le 13 janvier 1989 à Bamenda est une chanteuse, compositrice, guitariste de soul et actrice camerouno-américaine. Elle est également animatrice de télévision.

## Biographie
Née à Bamenda dans la région du Nord-Ouest du Cameroun, Andy Allo est la plus jeune de cinq frères et sœurs. Son père, Andrew Allo est écologiste. Elle développe un intérêt pour la musique à un âge précoce, sa mère, Sue lui ayant appris à jouer du piano à l'âge de sept ans.
Elle possède la double nationalité aux États-Unis et au Cameroun et déménage avec sa sœur Suzanne à Sacramento en 2000 à l'âge de onze ans, rejoignant ainsi trois autres frères et sœurs.

## Carrière
Elle est connue pour ses participations dans les émissions télévisées américaines, notamment dans la sitcom The Game (14 épisodes) et les émissions Attack of the Show! (en) et Jimmy Kimmel Live!.
Elle produit également trois albums et fait partie du groupe de Prince, New Power Generation, en tant que choriste et guitariste : elle co-écrit avec lui les titres Superconductor, The Calm et Long Gone, participé aux albums Art Official Age, Hitnrun Phase Two et chante plusieurs singles en duo, avec Prince, dont Extraloveable et We Can Funk.
En 2011, elle participe à la tournée européenne Welcome 2 America Tour.

## Filmographie

### Cinéma
- 2017 : Pitch Perfect 3 : Serenity

### Télévision
- 2018 : Black Lightning : Zoe B.
- 2020 : Chicago Fire : Lieutenant Wendy Seager
- 2020 - 2023 : Upload : Nora Antony
- 2023-2024 : Star Wars: The Bad Batch : Lyana Hazard (voix)

## Discographie
- 2009 : UnFresh
- 2012 : Superconductor
- 2015 : Hello